# Luís Cruls
Louis Ferdinand Cruls, né à Diest le 21 janvier 1848 et mort à Paris le 21 juin 1908, est un astronome et géodésien belgo-brésilien qui a travaillé la majeure partie de sa vie au Brésil, où il est plus connu sous le nom de Luís Cruls.

## Biographie
Il est né dans la province de Brabant, en Belgique, où il a fréquenté l'école de génie civil de l'Université de Gand et a été admis en tant que candidat à l'ingénierie militaire, obtenant en un an les postes de premier et second lieutenant.
Il a servi l'armée belge de 1869 à 1872, de laquelle il démissionne en 1874 pour entreprendre le voyage inaugural du paquebot Orenoque au Brésil. Il a été membre du Comité des travaux géodésiques dans la municipalité neutre de 1874 à 1876.
En 1875, il publie à Gand un ouvrage sur les méthodes de répétition et de réitération des angles de lecture, qui lui permet d'être admis en qualité d'Adjoint à l'Observatoire Impérial de Rio de Janeiro. Il y étudie la planète Mars et, en 1882, observe le transit de Vénus dans la ville chilienne de Punta Arenas.
En 1877 il a publié une étude sur l'organisation de la carte géographique et l'histoire physique et politique du Brésil.
En 1881, il a accepté le poste de directeur de l'Observatoire astronomique de Rio de Janeiro.
En 1882, il obtient le prix Valz de l'Académie française des Sciences pour ses études spectrales de la Grande comète de 1882.
En 1892, il fut chargé d'explorer le plateau central du Brésil et dirigea une équipe de scientifiques qui étudia l'orogenèse, les conditions climatiques et hygiéniques, la nature du terrain, la qualité et la quantité d'eau, etc. de la zone du Plateau central, où la capitale Brasilia devait être construite en 1960.

## Honneurs et récompenses
Le cratère martien Cruls a été nommé  en son honneur, de même que l'astéroïde (29298) Cruls.